# Gasny
Gasny település Franciaországban, Eure megyében. Lakosainak száma 3080 fő (2022. január 1.). Gasny Bois-Jérôme-Saint-Ouen, Vexin-sur-Epte, Heubécourt-Haricourt, Gommecourt, Amenucourt és La Roche-Guyon községekkel határos.

## Népesség
A település népességének változása:
| Lakosok száma | 1645 | 2638 | 2957 | 2860 | 3100 | 3090 | 3089 | 3058 | 3065 | 3080 |
|               | 1968 | 1982 | 1990 | 2006 | 2013 | 2015 | 2017 | 2019 | 2020 | 2022 |